# Seleção Marroquina de Voleibol Masculino
A seleção marroquina de voleibol masculino é uma equipe africana composta pelos melhores jogadores de voleibol do Marrocos. A equipe é mantida pela Federação Real Marroquina de Voleibol. Encontra-se na 48ª posição do ranking mundial da FIVB segundo dados de 1 de outubro de 2018.
Alcançou o terceiro posto no Campeonato Africano de Voleibol Masculino em tres oportunidades: 1976, 2013 e 2015, sendo semifinalista em 1995 e 2009.